# Cammino Portoghese
Il Cammino Portoghese (in portoghese Caminho Português, in galiziano Camiño Portugués, in spagnolo Camino Portugués) è uno tra i percorsi che compongono il Cammino di Santiago di Compostela.
Lungo circa 630 km, inizia a Lisbona, per raggiungere Santiago di Compostela, in Spagna, dopo aver attraversato Santarém, Coimbra, Porto e Pontevedra.
L'ingresso in Spagna avviene a Tui, in Galizia, dove si giunge dopo aver lasciato Valença, ultima città del Portogallo, ed attraversato il fiume Miño. Il cammino attraversa Pontevedra, la capitale del Cammino Portoghese in Spagna, dove si trova la Chiesa della Madonna Pellegrina, che protegge i pellegrini quando passano per Pontevedra.

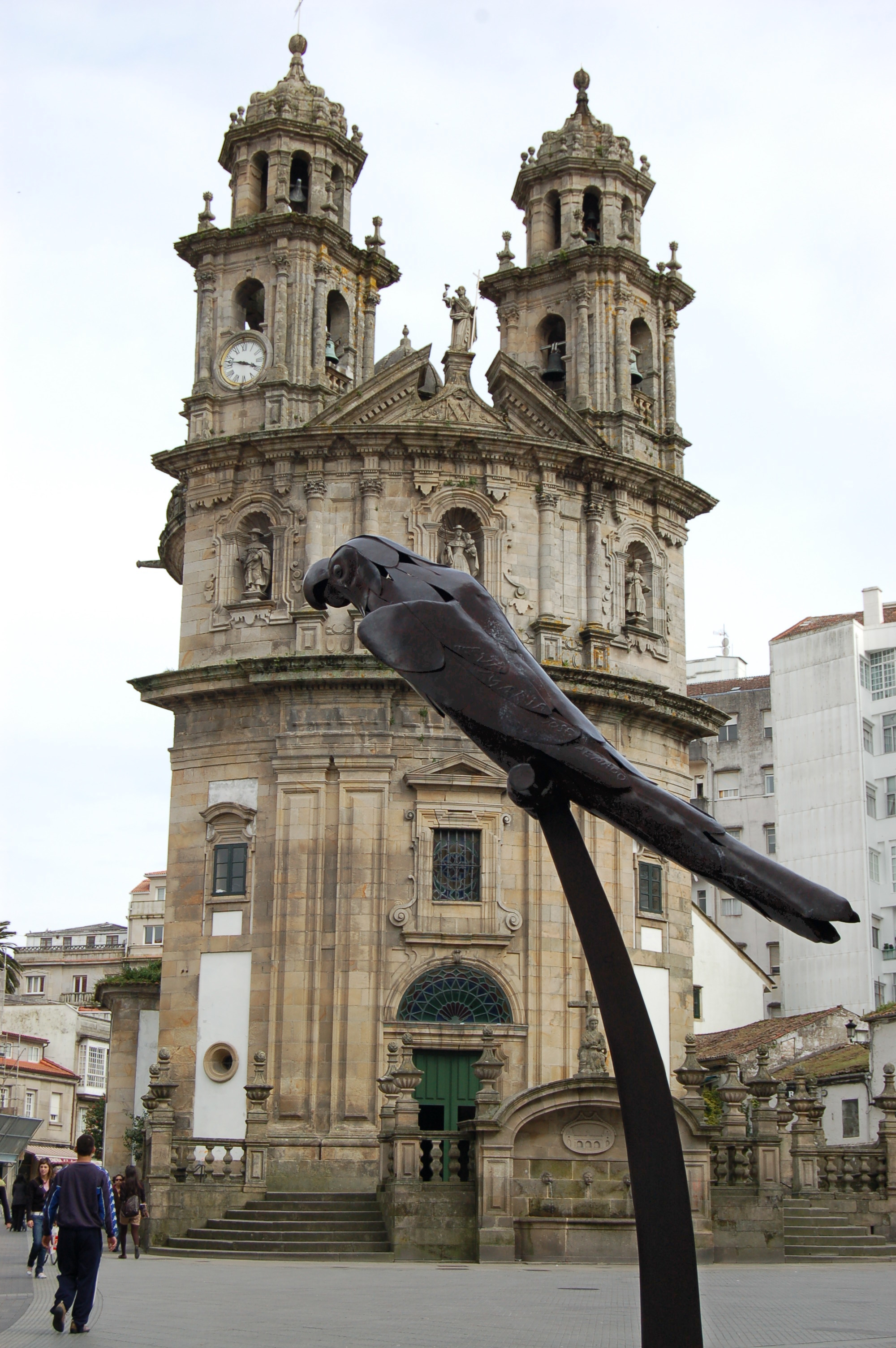
Chiesa arrotondata della Madonna Pellegrina a Pontevedra e Papagallo Ravachol

## Il percorso

Antica strada romana lungo il tracciato del Cammino Portoghese

Come per le altre vie che portano a Santiago, non esiste una divisione ufficiale in tappe, ma il tutto è lasciato alla discrezionalità del pellegrino, in base alle possibilità fisiche, al tempo a disposizione, o alla volontà di fermarsi in un determinato luogo.
Il percorso è poco segnalato e poco battuto fino a Porto, con l'eccezione di una variante che passa da Fátima, grazie all'opera del Centro Nacional de Cultura, in quanto coincidente con il Caminho do Tejo, che va da Lisbona a Fatima.
C'è poi un'altra variante che, dopo Porto, seguendo la costa Atlantica ritorna sul cammino centrale dopo aver lasciato Baiona e quindi Vigo.
Di seguito vengono elencate alcune località che si trovano lungo il tratto compreso tra Porto, Pontevedra e Santiago di Compostela.
Secondo le guide, per percorrere questo tratto del Cammino occorrono circa 10 giorni.
| Km di distanza da Santiago di Compostela | Km di distanza dal luogo precedente | Luogo                  | Note |
| ---------------------------------------- | ----------------------------------- | ---------------------- | --- |
| 237,7                                    | 0                                   | Porto                  | |
| 224,7                                    | 13,0                                | Moreira de Maia        | |
| 212,7                                    | 12,0                                | Vilarinho              | |
| 202,1                                    | 10,6                                | São Pedro de Rates     | In questa località, attualmente, è presente il primo Albergue Municipal del Cammino.                                                                       |
| 185,3                                    | 16,8                                | Barcelos               | |
| 152,6                                    | 32,7                                | Ponte de Lima          | |
| 134,3                                    | 18,3                                | Rubiaes                | |
| 117,9                                    | 16,4                                | Valença do Miño        | Si lascia il Portogallo, dopo aver attraversato il fiume Miño su un particolare ponte di ferro                                                             |
| 114,5                                    | 3,4                                 | Tui (Spagna)           | Prima città in Spagna del Cammino |
| 99,2                                     | 15,3                                | O Porriño              | |
| 84,1                                     | 15,1                                | Redondela              | |
| 63,9                                     | 20,2                                | Pontevedra             | Chiesa della Madonna Pellegrina, con la pianta a forma di conchiglia                                                                                       |
| 42,8                                     | 21,1                                | Caldas de Reis         | Città termale |
| 24,5                                     | 17,3                                | Padrón                 | Secondo la tradizione a Padrón arrivò la barca che portava il corpo e la testa di San Giacomo, fatto decapitare da Erode Agrippa a Gerusalemme nel 44 d.C. |
| 6,6                                      | 17,9                                | O Milladoiro           | |
| 0                                        | 6,6                                 | Santiago di Compostela | L`entrata in città avviene dal punto sud |

Molti pellegrini iniziano il Cammino da Tui, per percorrere a piedi la distanza minima di 100 km per il rilascio della Compostela. Secondo alcune guide, i tempi di percorrenza dell'ultimo tratto variano dai 5 ai 6 giorni.

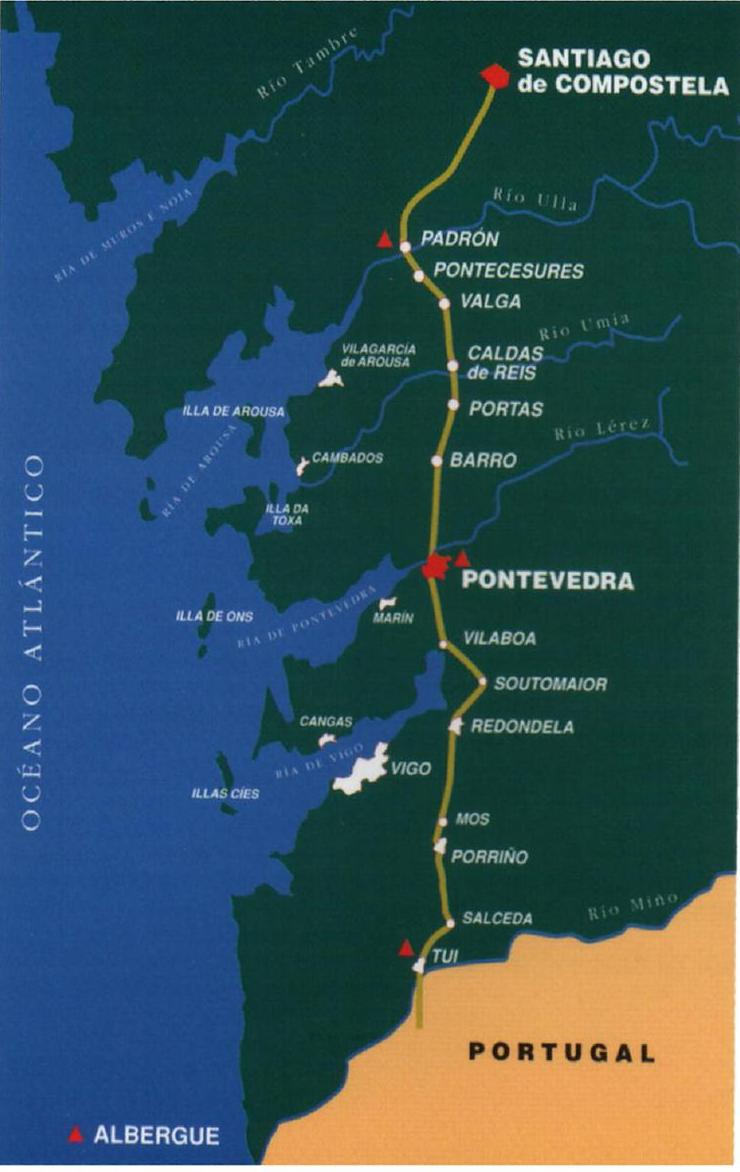
Mappa del tratto finale del Cammino Portoghese, da Tui a Santiago di Compostela

## Statistiche e presenze
Il Cammino Portoghese è risultato, secondo i dati statistici, il secondo itinerario per Santiago di Compostela per numero di pellegrini, dopo il Camino Francés.
Sono state infatti registrate 25.628 presenze nel 2012, 29.550 nel 2013 e 35.491, pari al 14,92% dei camminanti, nel 2014.
Di seguito un riepilogo delle località del Cammino Portoghese maggiormente prescelte come punto di partenza:
| Punto di partenza | Anno 2012 | Anno 2013 | Anno 2014 |
| ----------------- | --------- | --------- | --------- |
| Tui               | 8.436     | 9.324     | 11.575    |
| Porto             | 7.461     | 8.859     | 10.636    |
| Valença           | n.d.      | n.d.      | 4.551     |

Sempre secondo i dati diffusi dalla "Oficina del Peregrino" di Santiago di Compostela nell'anno 2014, Tui è risultata la terza località per numero di pellegrini che vi hanno iniziato il Cammino (dopo Sarria e Saint-Jean-Pied-de-Port, situate lungo il Camino Francés), Porto la quinta e Valença la tredicesima.